# Deputatskij
Deputatskij (in lingua russa Депутатский, in sacha Үрүҥ хайа) è un insediamento di tipo urbano di 2 925 abitanti situato nella Sacha-Jacuzia, in Russia. È il centro amministrativo del Ust'-Janskij ulus. Sorto e sviluppatosi in seguito alla scoperta di giacimenti di stagno (nel 1951), è stato istituito nel 1958. 
Si trova a circa 930 km a nord-nord-est della capitale Jakutsk, una strada asfaltata di 250 km lo collega, a est, con Ust'-Kujga (sulla Jana).
Al margine settentrionale della cittadina c'è un aeroporto (codice ICAO UEVD).